# پنسویل (حوزه سرشماری)، نیوجرسی
پنسویل (به انگلیسی: Pennsville) یک منطقهٔ مسکونی در ایالات متحده آمریکا است که در پنسویل، نیوجرسی واقع شده‌است. پنسویل ۲۶٫۹۹۳ کیلومتر مربع مساحت و ۱۱٬۸۸۸ نفر جمعیت دارد و ۳ متر بالاتر از سطح دریا واقع شده‌است.